# Liste des maîtres de la province d'Auvergne de l'ordre du Temple
Pour un article plus général, voir Liste des maîtres de province de l'ordre du Temple.
Cet article présente une liste des maîtres de la province d'Aquitaine de l'ordre du Temple.

## Province d'Auvergne
(la): Preceptor milicie Templi in Lemovicino et Arvernia, magister/preceptor in Lemovicino, preceptor Arvernie, preceptor domorum milicie Templi in Arvernia

Carte de la France en 1154.

Cette province se forme vers 1180 et correspondait aux territoires du comté d'Auvergne et du comté de la Marche au sein du Duché d'Aquitaine, certains auteurs faisant référence à la province d'Auvergne-Limousin lorsqu'ils évoquent cette province. Les limites exactes sont difficiles à établir notamment au nord où on trouve la seigneurie de Déols et la seigneurie de Bourbon avec des possessions templières dont on ne sait pas précisément à quelle province il faut les rattacher.
Émile-Guillaume Léonard a émis des réserves quant à l'autonomie de cette baillie ou province vis-à-vis de la province de France et il semblerait que la province fut intégrée à celle d'Aquitaine à la fin du XIIIe siècle car la commanderie de Montferrand était devenue la résidence du maître d'Aquitaine. On note par ailleurs une charte de février 1228 qui montre qu'à cette date, leurs possessions en Auvergne dépendent de la province de Provence et parties des Espagnes. Foulques de Montpezat (ca), maître de Provence et d'Aragon et Guilhem d'Alliac alors commandeur d'Auvergne signant un accord avec le chapitre de Brioude.
| Maître                         | Période de maîtrise | Commentaires et autre(s) fonction(s) |
| ------------------------------ | ------------------- | --- |
| fr. Jourdain                   | av. 1188            | (la): Jordanus « Magister milicie Templi Lemovicensis » (Limousin) |
| Guy des Barres                 | 1201                | (Guido deu Barri) « Magister domorum Templi in Lemovicinio » (Limousin) |
| Gérard                         | 1225                | [?, à vérifier] |
| fr. Guillaume d'Ailly (Alliac) | 1228,               | (la): Willelmus d'Alliac (en): William of Alliac, of Azylach (fr): Guilhem d'Alliac février 1228: « frater Willelmus d'Alliac, preceptor militie Templi Arvernie » Commandeur de Barberà (1207-1208)} Commandeur de Novillas (1212-1218), Commandeur de la baillie de Provence (1217-1218) Maître de la province de Provence et partie des Espagnes (1220/21-1223), |
| fr. Archembaud                 | 1237                | (la): Archembaldus 1237: « Preceptor Arvernie » |
| fr. Pierre de « Malomonte »    | 1253                | « Humilis preceptor domorum mil. T. in Lemovicinio » |
| Étienne de Leol ou de Loriut   | 1258 - c. 1275,     | (la): Stephanus de Leol, de Loriut Sources complémentaires: Procès, |
| Raymond de Boysso              | 1275 - c. 1279,     | Autres sources : , |
| François de Bort               | 1279 - 1288,        | [Dates à vérifier] (Franco de Borto) Parait avoir été commandeur du Limousin à une date antérieure 8 juillet 1278: « fratris Franconis de Bront, domorum militiae Templi in Lemovicinio praeceptoris » 11 novembre 1278: « Nos Franco de Bornt domorum militiæ Templi in Lemovicinio præceptor humilis », Testament de Robert V d'Auvergne 23 juin, 18 oct. 1282: « frater Franco de Bort, preceptor domorum milicie Templi in Lemovicinio ; magistrum milicie Templi in Lemovicinio » juillet 1208: « frater Franco de Borto miles præceptor humilis domorum militiæ in Lemovicinio et Alvernia » Commandeur de la province d'Aquitaine (1261) Commandeur de la province de Provence (1267) Visiteur cismarin (1270-1273, 1279) Tenant lieu de commandeur de la province de France (1273-74) |
| Gérard de Sauzet               | 1289 - 1291         | , |
| Raymond de Mareuil             | 1288, 1292, 1294/95 | [Sources indirectes, procès] (la): Raimundus de Maroil, Raymundus de Marolio 1288: « frater Raymondus de Marolio, domorum militie Templi in Alvernia et Lemovicino » Commandeur de Villegats et de Vouthon, tenant lieu de maître d'Aquitaine (1285) Tenant lieu de commandeur du Poitou (c. 1290) |
| Pierre de Madic                | 1292 - 1301         | (la): P., Petrus de Madico 10 septembre 1295: « frater Petrus de Madico, preceptor domorum milicie Templi in Arvernia » 27 novembre 1296: « P. de Madico in Alvernia preceptor(ibus) » Commandeur de Bellechassagne (1272) [à vérifier] Tenant lieu de visiteur (c.1289, 1292, c.1294) Tenant lieu de commandeur du Poitou (1291, 1294, 1300) Commandeur de L'Ormeteau (1299, 1301), |
| Humbert Blanc                  | 1301 - 1307,        | (la) Hymbertus Albi, Hymberto Blancho (Imbert Blanke) 13-16 juin 1306: « Hymberti Albi præceptoris domorum militiæ templi in Alvernia ; Hymberto Blancho ordinis militi(a)e templi in Alvernia » |
| Pierre d'Aumont                | 1309                | [Légende ?] |